# Italie aux Jeux olympiques d'été de 1992
L'Italie participe aux Jeux olympiques d'été de 1992 à Barcelone en Espagne. 304 athlètes italiens, 228 hommes et 76 femmes, ont participé à 169 compétitions dans 26 sports. Ils y ont obtenu 18 médailles : 6 d'or, 5 d'argent et 8 de bronze.

## Médailles
| Médaille | Discipline         | Épreuve                                          | Athlète | Performance | Date |
| -------- | ------------------ | ------------------------------------------------ | --- | ----------- | ---- |
| Or       | Canoë-kayak        | Slalom K-1 hommes                                | Pierpaolo Ferrazzi |             |      |
| Or       | Cyclisme           | Course en ligne hommes                           | Fabio Casartelli |             |      |
| Or       | Cyclisme           | Course aux points hommes                         | Giovanni Lombardi |             |      |
| Or       | Escrime            | Fleuret femmes                                   | Giovanna Trillini |             |      |
| Or       | Escrime            | Fleuret femmes par équipes                       | Giovanna Trillini, Margherita Zalaffi, Francesca Bortolozzi Borella, Diana Bianchedi, Dorina Vaccaroni |             |      |
| Or       | Water-polo         | Hommes                                           | Francesco Attolico, Alessandro Bovo, Alessandro Campagna, Paolo Caldarella, Massimiliano Ferretti, Giuseppe Porzio, Marco D’Altrui, Mario Fiorillo, Ferdinando Gandolfi, Amedeo Pomilio, Francesco Porzio, Carlo Silipo |             |      |
| Argent   | Cyclisme           | Contre-la-montre par équipes hommes              | Andrea Peron Flavio Anastasia Luca Colombo Gianfranco Contri |             |      |
| Argent   | Escrime            | Sabre hommes                                     | Marco Marin |             |      |
| Argent   | Judo               | Moins de 66 kg femmes                            | Emanuela Pierantozzi |             |      |
| Argent   | Aviron             | Deux barré hommes                                | Giuseppe Di Capua (barreur) Carmine Abbagnale Giuseppe Abbagnale |             |      |
| Argent   | Lutte              | Lutte gréco-romaine - Poids super-mouche, -48 kg | Vincenzo Maenza |             |      |
| Bronze   | Canoë-kayak        | K-2 - 500 m hommes                               | Bruno Dreossi Antonio Rossi |             |      |
| Bronze   | Aviron             | Quatre de couple femmes                          | Alessandro Corona Gianluca Farina Rossano Galtarossa Filippo Soffici |             |      |
| Bronze   | Athlétisme         | 20 km marche                                     | Giovanni De Benedictis |             |      |
| Bronze   | Pentathlon moderne | Par équipe                                       | Roberto Bomprezzi Carlo Massullo Gianluca Tiberti |             |      |
| Bronze   | Natation           | 200 mètres dos hommes                            | Stefano Battistelli |             |      |
| Bronze   | Natation           | 400 mètres 4 nages hommes                        | Luca Sacchi |             |      |
| Bronze   | Tir                | Fosse olympique mixte                            | Marco Venturini |             |      |
| Bronze   | Tir                | Skeet mixte                                      | Bruno Rossetti |             |      |